# Cristina Rosa
Cristina Maria Silveira Rosa (Rio de Janeiro, 13 de agosto de 1960) é uma ex-voleibolista indoor brasileira que conquistou pela Seleção Brasileira a medalha de prata no Mundialito de 1982 e no mesmo ano disputou o Campeonato Mundial no Peru.

## Carreira
Cristina foi jogadora do Fluminense FC desde 1977  tetracampeã carioca nos anos de 1977,1980, 1982 e 1983, também foi vice-campeã brasileira em 1980, campeã em 1981 e em 1983 disputou por este clube a edição do Campeonato Brasileiro sagrando-se vice-campeã .
Convocada para Seleção Brasileira em 1982, disputou a edição do Mundialito de 1982 realizado em São Paulo, no Ginásio do Ibirapuera, em preparação para o Campeonato Mundial em Lima, Peru neste mesmo ano, e conquistou com a seleção a medalha de prata.
Aos 22 anos vestiu a camisa#11 da seleção no Campeonato Mundial do Peru, e encerrou na oitava colocação.Ela também foi jogadora do Flamengo/Limão Brahma na temporada de 1984 e pelo Lufkin/Sorocaba atuou em 1985.Em 2007 jogou pelo Flamengo na Categoria Máster (Categoria 45+) no Campeonato Brasileiro.

## Títulos e resultados
- Campeonato Brasileiro:1981
- Campeonato Brasileiro:1980e 1983 [2]
- Campeonato Carioca:1977, 1980, 1982 e 1983